# Zweiflecke
Die Zweiflecke (Epitheca) sind eine Gattung aus der Familie der Falkenlibellen (Corduliidae). Sie beinhaltet zwölf beschriebene Arten, von denen in Europa nur der Zweifleck (Epitheca bimaculata) heimisch ist. Zehn Arten der Gattung kommen in Nordamerika vor, eine weitere in Ostasien.

## Merkmale
Die Zweiflecke weisen sowohl als Larven wie auch als umgewandelte Fluginsekten (Imagines) nur eine vergleichsweise geringe Varianz in ihren Merkmalen auf, insbesondere bezüglich Körpergröße und Färbung.

### Merkmale der Imagines
Die Arten der Gattung gehören zu den mittelgroßen Falkenlibellen, wobei der europäische Zweifleck eine Flügelspannweite von 8 bis 9,5 Zentimetern aufweist. Ein auffälliger Geschlechtsdimorphismus besteht bei den Arten nicht; Geschlechtsunterschiede beschränken sich auf die Ausbildung der Genitalanhänge am Hinterleib sowie auf die Form des Abdomens, das bei den Weibchen durch die im Inneren liegenden und mit Eiern gefüllten Ovarien zylindrisch ist und keine Einschnürung aufweist, wie sie bei den Männchen am dritten Hinterleibssegment vorhanden ist.
Die Arten sind vorwiegend braun oder schwarz gefärbt und weisen, anders als etwa die Smaragdlibellen (Somatochlora), keinen Metallglanz auf; maximal im Brustbereich (Thorax) kann ein leichter Bronzeschimmer vorhanden sein. Der Thorax ist häufig rötlich-braun und dabei einfarbig oder mit einer schwarzen Streifung versehen. Er ist zudem dicht behaart, wodurch die Farben düsterer wirken. Das Abdomen ist schwarz mit braunen bis gelben Flecken oder Streifen; beim europäischen Zweifleck ist es weitgehend orangebraun mit einem ausgeprägten dunklen Längsstreifen in der Mitte.
Die Flügel der Zweiflecke sind transparent und klar bis gelblich gefärbt. Sie besitzen bei allen Arten in der Regel einen schwarzen Basalfleck. Bei den nordamerikanischen Arten der Gattung ist meist eine, bei den eurasischen Arten sind zwei Queradern zwischen der Cubitalader und der Analader ausgebildet und die Sektoren des Arculus sind getrennt. An den Beinen der Männchen befinden sich sehr gut ausgeprägte Tibialkiele, die an den Hinterbeinen am längsten sind. Anders als bei den Smaragdlibellen sind die Hinterleibsanhänge der Männchen nur wenig differenziert. Bei den Weibchen ist die Subgenitalplatte tief gespalten; sie erreicht das Segment S9 oder überragt dies sogar.

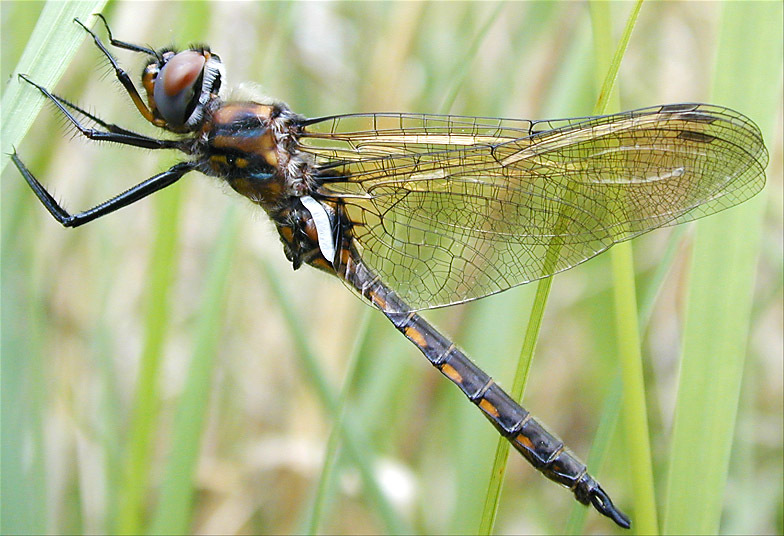
Epitheca spinigera aus Nordamerika

### Merkmale der Larven
Die Larven sind breit, abgeflacht und langbeinig. Der Kopf ist oberseits trapezförmig und verjüngt sich nach hinten mit abgerundeten Ecken, bei einigen Arten befinden sich zwei auffällige Höcker auf der Kopfoberseite. Ihr Körper ist unbehaart und besitzt auffällig lange Rückendornen auf den Segmenten S2 bis S9, die abgeflacht und hakenförmig sind. An S8 und S9 sind zusätzlich kräftige Seitendornen vorhanden, wobei die am S9 dreimal so lang sind wie die an S8.

## Verbreitungsgebiet
Die zwölf Arten der Zweiflecke sind holarktisch verbreitet, sie kommen also ausschließlich in der nördlichen Hemisphäre vor. Zehn der Arten sind auf Nordamerika beschränkt, während die restlichen beiden Arten in Eurasien leben. Die einzige europäische Art der Zweiflecke ist dabei der Europäische Zweifleck (E. bimaculata), dessen Verbreitungsgebiet allerdings von Europa bis Ostsibirien, Nordostchina und Japan reicht. Die zweite eurasische Art, E. marginata, lebt in Japan, China und auf der koreanischen Halbinsel.

## Lebensweise
Die Weibchen der Zweiflecke legen ihre Eier nicht einzeln, sondern in einer zusammenhängenden, laichartigen Gallertschnur, ab.

## Systematik

### Äußere Systematik
Die Zweiflecke werden als Gattung innerhalb der Falkenlibellen (Corduliidae) und damit in die Libelluloidea eingeordnet. Derzeit werden innerhalb dieser Familie insgesamt 39 Gattungen unterschieden, wobei die Monophylie der Falkenlibellen in Bezug auf die Segellibellen (Libellulidae) von mehreren Autoren angezweifelt wird. Dies betrifft insbesondere die Gattung Macromia und einige assoziierte Gattungen, die entsprechend von einigen Autoren als eigene Familie Macromiidae ausgegliedert wird, sowie die Gattungsgruppe um den Flussfalken (Oxygastra) und eine Reihe weiterer Gattungen, die als Schwestergruppe der gesamten restlichen Falkenlibellen und der Segellibellen betrachtet werden.
Verwandtschaftsverhältnisse der Falken- und Segellibellen nach Ware et al. 2007:
|  | Corduliinae (Falkenlibellen, u. a. Somatochlora, Cordulia, Epitheca)                                                                    |
|  | |
|  | \| \| Macromiidae (Falkenlibellen, u. a. Macromia, Didymops, Phyllomacromia) \| \| \| \| \| \| Libellulidae (Segellibellen) \| \| \| \| |
|  | |
|  | Macromiidae (Falkenlibellen, u. a. Macromia, Didymops, Phyllomacromia)                                                                  |
|  | |
|  | Libellulidae (Segellibellen) |
|  | |

|  | Macromiidae (Falkenlibellen, u. a. Macromia, Didymops, Phyllomacromia) |
|  |                                                                        |
|  | Libellulidae (Segellibellen)                                           |
|  |                                                                        |

|  | Corduliinae (Falkenlibellen, u. a. Somatochlora, Cordulia, Epitheca)                                                                    |
|  | |
|  | \| \| Macromiidae (Falkenlibellen, u. a. Macromia, Didymops, Phyllomacromia) \| \| \| \| \| \| Libellulidae (Segellibellen) \| \| \| \| |
|  | |
|  | Macromiidae (Falkenlibellen, u. a. Macromia, Didymops, Phyllomacromia)                                                                  |
|  | |
|  | Libellulidae (Segellibellen) |
|  | |

|  | Macromiidae (Falkenlibellen, u. a. Macromia, Didymops, Phyllomacromia) |
|  |                                                                        |
|  | Libellulidae (Segellibellen)                                           |
|  |                                                                        |

Innerhalb der Falkenlibellen werden die Zweiflecke gemeinsam mit einigen Gattungen (u. a. Cordulia und Somatochlora) zu den Corduliinae (bzw. Corduliidae sensu stricto) zusammengefasst, die als monophyletisch betrachtet wird. Zur Monophylie der Gattung selbst liegen keine Angaben vor, sie wird jedoch auch nicht angezweifelt. Die Schwestergruppe ist nicht eindeutig bestimmt.

### Innere Systematik

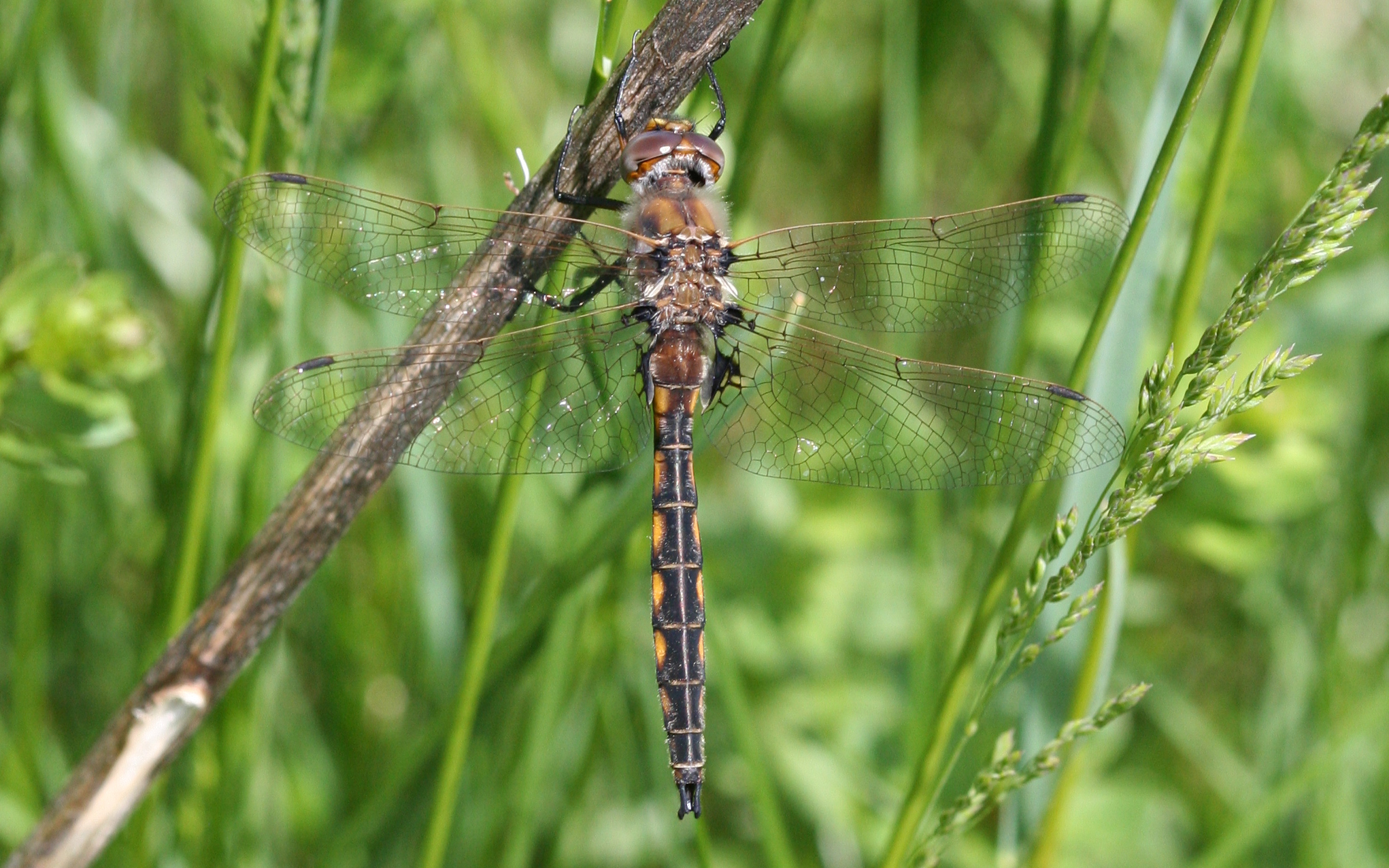
Epitheca cynosura aus Nordamerika

Innerhalb der Zweiflecke werden insgesamt 12 beschriebene Arten zusammengefasst.
- Europäischer Zweifleck, Epitheca bimaculata (Charpentier, 1825)
- Epitheca canis (McLachlan, 1886)
- Epitheca costalis (Selys, 1871)
- Epitheca cynosura (Say, 1840)
- Epitheca marginata (Selys, 1883)
- Epitheca petechialis (Muttkowski, 1911)
- Epitheca princeps Hagen, 1861
- Epitheca semiaquea (Burmeister, 1839)
- Epitheca sepia (Gloyd, 1933)
- Epitheca spinigera (Selys, 1871)
- Epitheca spinosa (Hagen in Selys, 1878)
- Epitheca stella (Williamson in Muttkowski, 1911)

## Belege
1. ↑  Entwicklung im Ovar: vom Oogonium zum Ei. In: Hansruedie Wildermuth: Die Falkenlibellen Europas. S. 46–47.
2. 1 2 3 4 5 6 7  Gattung Epitheca BURMEISTER. In: Hansruedie Wildermuth: Die Falkenlibellen Europas. S. 336–3338.
3. 1 2  Martin Schorr, Martin Lindeboom, Dennis Paulson: World Odonata List. Update vom 2. Oktober 2011 (Download).
4. 1 2 3  Jessica Ware, Michael May, Karl Kjer: Phylogeny of the higher Libelluloidea (Anisoptera: Odonata): An exploration of the most speciose superfamily of dragonflies . Molecular Phylogenetics and Evolution 45 (1), 2007; S. 289–310.